# Développement végétal
Le développement végétal est l'ensemble des changements qualitatifs dans la formation d'une plante. Il consiste en la mise en place des différents organes du végétal, appelée « organogenèse ».
Le développement d'une plante vasculaire commence à partir d'un zygote l'embryogenèse, issu de la fécondation d'un ovule par un gamète mâle. Aussitôt, il commence à se diviser pour former l'embryon d'une plante grâce au processus de l'embryogenèse. Dès lors, les cellules résultantes s'organisent pour qu'une extrémité devienne la première racine (radicule), tandis que l'autre extrémité forme la pointe de la pousse. Dans la  graine, l'embryon développe une ou plusieurs « feuilles séminales » (cotylédons). À la fin de l'embryogenèse, la jeune plante dispose de toutes les parties nécessaires pour commencer sa vie.
Puis, grâce à la division par mitose des cellules des méristèmes, les organes s'allongent lors de la période d'élongation (croissance), et enfin continuent à se différencier, acquérant les organites nécessaires à leur fonction (chloroplastes pour les cellules effectuant la photosynthèse, durcissement de la paroi squelettique pour les vaisseaux conduisant la sève brute, etc.).
Les stades phénologiques sont les repères qui jalonnent le développement de la plante.